# Cortinarius purpurascens
Cortinarius purpurascens (Elias Magnus Fries, 1818 ex Elias Magnus Fries, 1838), sin. Cortinarius subpurpurascens (August Batsch, 1786 ex Jean Kickx, 1867), din încrengătura Basidiomycota, în familia Cortinariaceae și de genul Cortinarius,
 este o specie de ciuperci comestibile destul de răspândită care coabitează, fiind un simbiont micoriza (formează micorize pe rădăcinile arborilor). O denumire populară nu este cunoscută. În România, Basarabia și Bucovina de Nord trăiește de la câmpie la munte în grupuri, adesea în mănuchiuri, preferat pe sol calcaros sau silicos și umed nu rar pe mușchi în păduri de conifere, foioase și mixte cu preferință sub molizi și fagi. Timpul apariției este din (iulie) august până în noiembrie. 

## Taxonomie

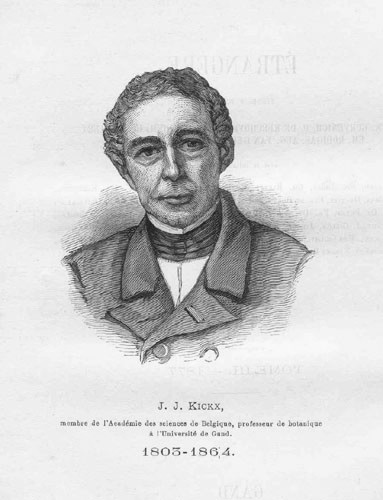
Jean Kickx fiul

Numele binomial acceptat pe scară largă și susținut de Comitetul pentru nomenclatură Index Fungorum este Agaricus purpurascens, determinat de marele savant suedez Elias Magnus Fries în volumul 1 al lucrării sale Observationes mycologicae din 1818 și transferat de el însuși la genul Cortinarius sub păstrarea epitetului în cartea sa Epicrisis systematis mycologici, seu synopsis hymenomycetum din 1838.
Dar trebuie subliniat că Comitetul pentru nomenclatură mai prestigios Mycobank a decis că taxonul creat de micologul german August Batsch, în volumul 1 al operei sale Elenchus Fungorum latine et germanice - Continuatio secunda din 1786, anume Agaricus subpurpurascens, are să fie numele binomial, fiind descris mai devreme și, în consecință, taxonul valabil, schimbat de micologul belgian Jean Kickx fiul (1803-1864) în volumul 2 al operei sale Flore cryptogamique des Flandres, publicată postum de fiul său Jean-Jacques Kicks în 1867 este Cortinarius subpurpurascens.
Numele curent (2021) aproape mereu folosit este Cortinarius purpurascens. Toate celelalte încercări de redenumire precum variațiile descrise sunt acceptate sinonim.
Epitetul specific este derivat din cuvântul latin (latină purpureus=purpuriu, în diverse nuanțe de roșu), datorită aspectului general.

## Descriere

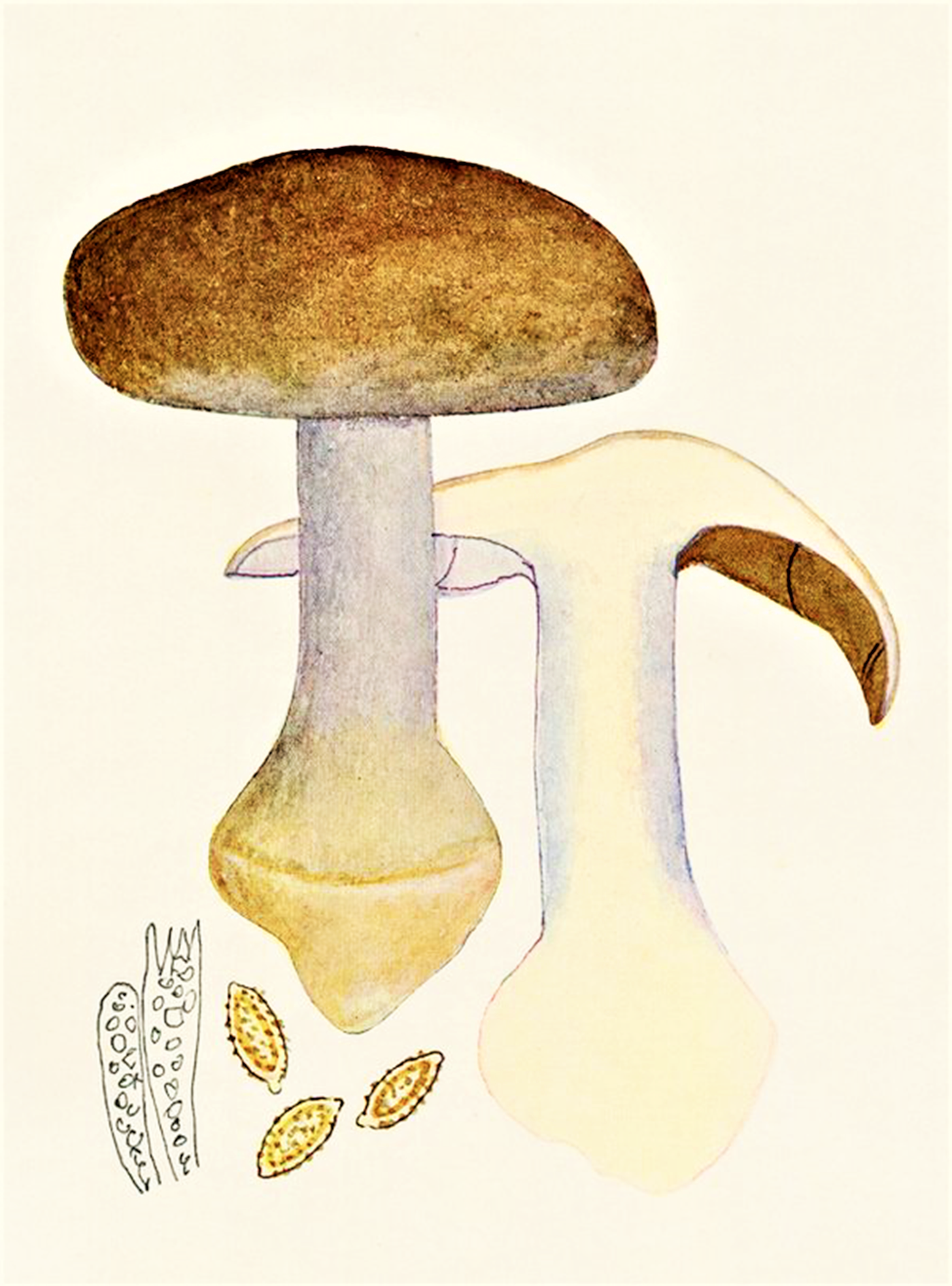
Bres.: Cortinarius purpurascens

- Pălăria: compactă și densă are un diametru între 6 și 15 cm, este la început aproape semisferică cu marginea răsucită înspre interior, devenind în scurt timp tocit boltită și apoi plată uneori chiar și ceva răsucită în sus și slab ondulată. Cuticula este netedă, fibros încarnată, lucioasă și unsuroasă, la umezeală vâscoasă. Zona între marginea pălăriei și picior este acoperită la început de un văl în formă de o cortină alb-violacee, formată din fibre foarte fine ca păienjeniș. Coloritul este inițial brun-purpuriu până violet-purpuriu, apoi cenușiu liliaceu, spre centru mereu brun, brun-roșcat sau ocru-maroniu, spre margine mai deschis, ocazional despărțită de partea cărnoasă printr-o linie rotundă negru-violacee. La bătrânețe capătă pete mari roșu-purpurii.
- Lamelele: sunt foarte înghesuite, subțiri, bifurcate și intercalate, în vârstă ondulate, nu prea înalte precum arcuit aderate la picior, fiind învăluite la început de sus menționata cortină. Coloritul este pentru mult timp liliaceu până violet-purpuriu, devenind în sfârșit ruginiu până brun ca scorțișoara. sau brun-purpuriu, cu muchii la bătrânețe larg zimțate. La apăsare se decolorează violet închis.
- Piciorul: cu o înălțime de 6-10 (12) cm și o grosime de 2-3,5 (5) cm este puternic, compact, cilindric la baza alb pâsloasă cu un bulb uneori bordurat, mai întâi plin, apoi gol pe dinăuntru. Suprafața mătăsos-fibroasă este în tinerețe de un colorit violet-albăstrui ca ametistul cu vârful violaceu, devenind la avansarea în vârstă gri-brun și la sfârșit brun-purpuriu. La atingere, se decolorează tot ca lamelele. Nu prezintă un inel.
- Carnea: groasă și densă este palid liliacee, la exemplare bătrâne albicioasă, sub cuticulă violacee, iar spre bază mai brun. Mirosul este aromatic, ceva de ciuperci, mai ales după tăiere, iar gustul neremarcabil și blând, dar grețos, ca de gumă veche.[5][3]
- Caracteristici microscopice: are spori în formă de migdale punctați închis, fin verucoși de culoare ocru-gălbuie cu o mărime de 9-10 x 5-6 microni, pulberea lor fiind ruginie. Basidiile clavate cu 4 sterigme fiecare au o dimensiune de 30-35 x 7-9 microni. Cheilocistidele (elemente sterile situate pe muchia lamelor) cu pereți subțiri și neregulate în formă de sticlă măsoară 22-30 x 3,5-5,5 microni. Cistidele (elemente sterile situate în stratul himenal sau printre celulele din pielița pălăriei și a piciorului, probabil cu rol de excreție) sunt foarte lungi și fusiforme, colorate asemănător.[11][3]
- Reacții chimice: carnea se decolorează cu Azotat de mercur (II) galben-verzui, cu  azotat de taliu (TlNO3 brun-violet, cu hidroxid de potasiu galben-portocaliu, cu lugol (o soluție de iod cu iodură de potasiu) vinaceu, cu sulfat de fier roz și cu sulfovanilină violaceu.[12][13]

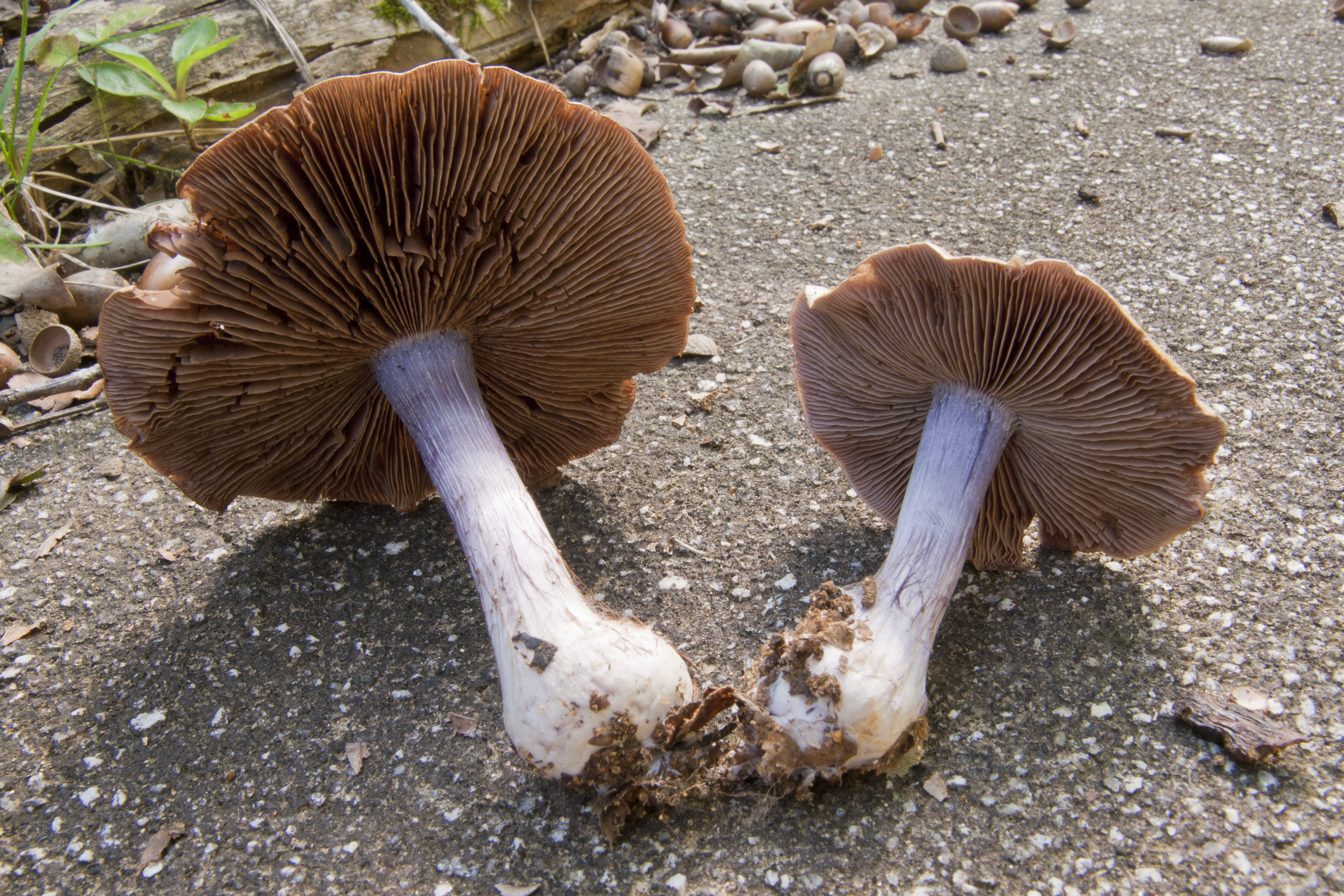
C. purpurascens, lamele și picior
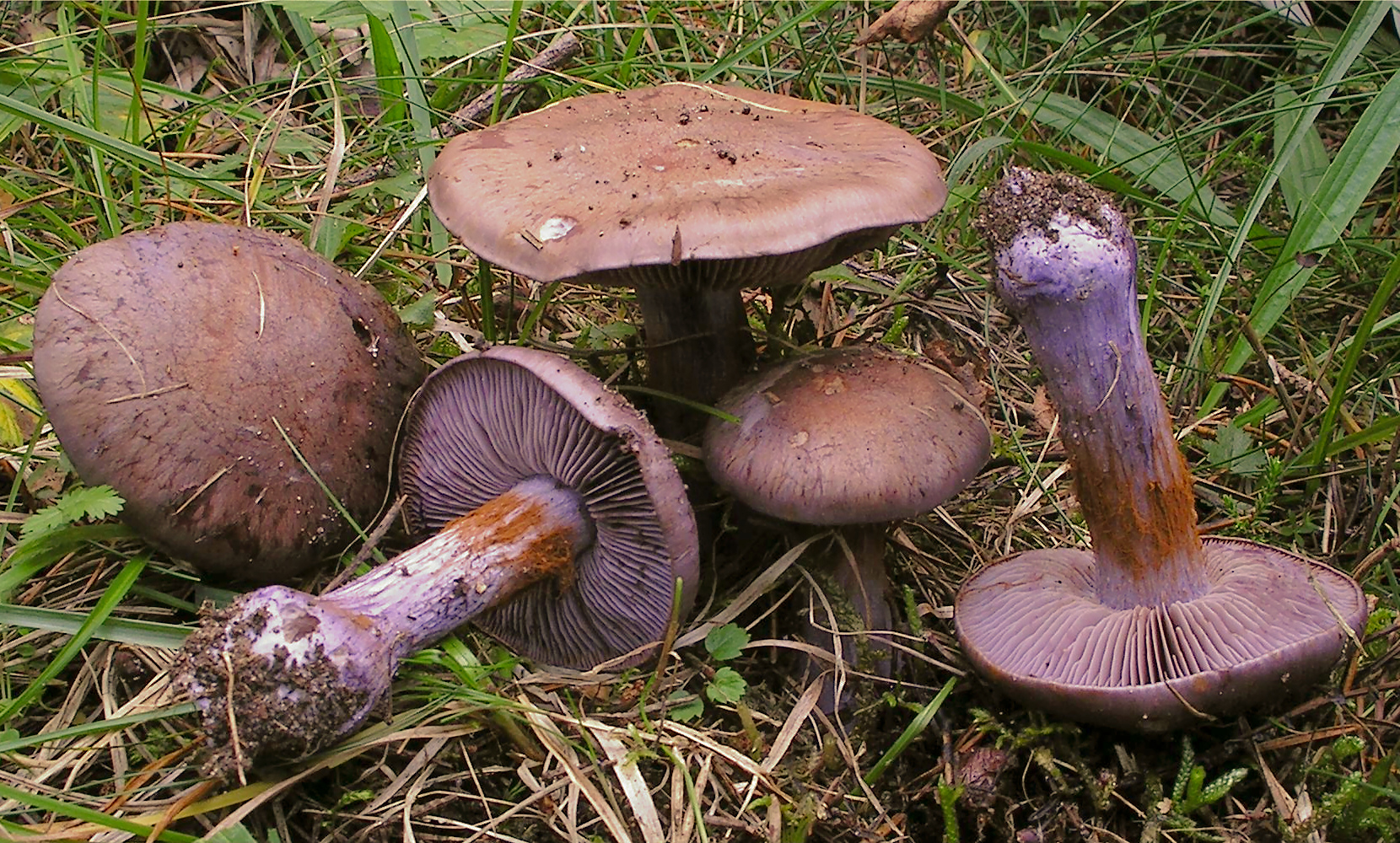
C. purpurascens tânăr și 2 mai bătrâni
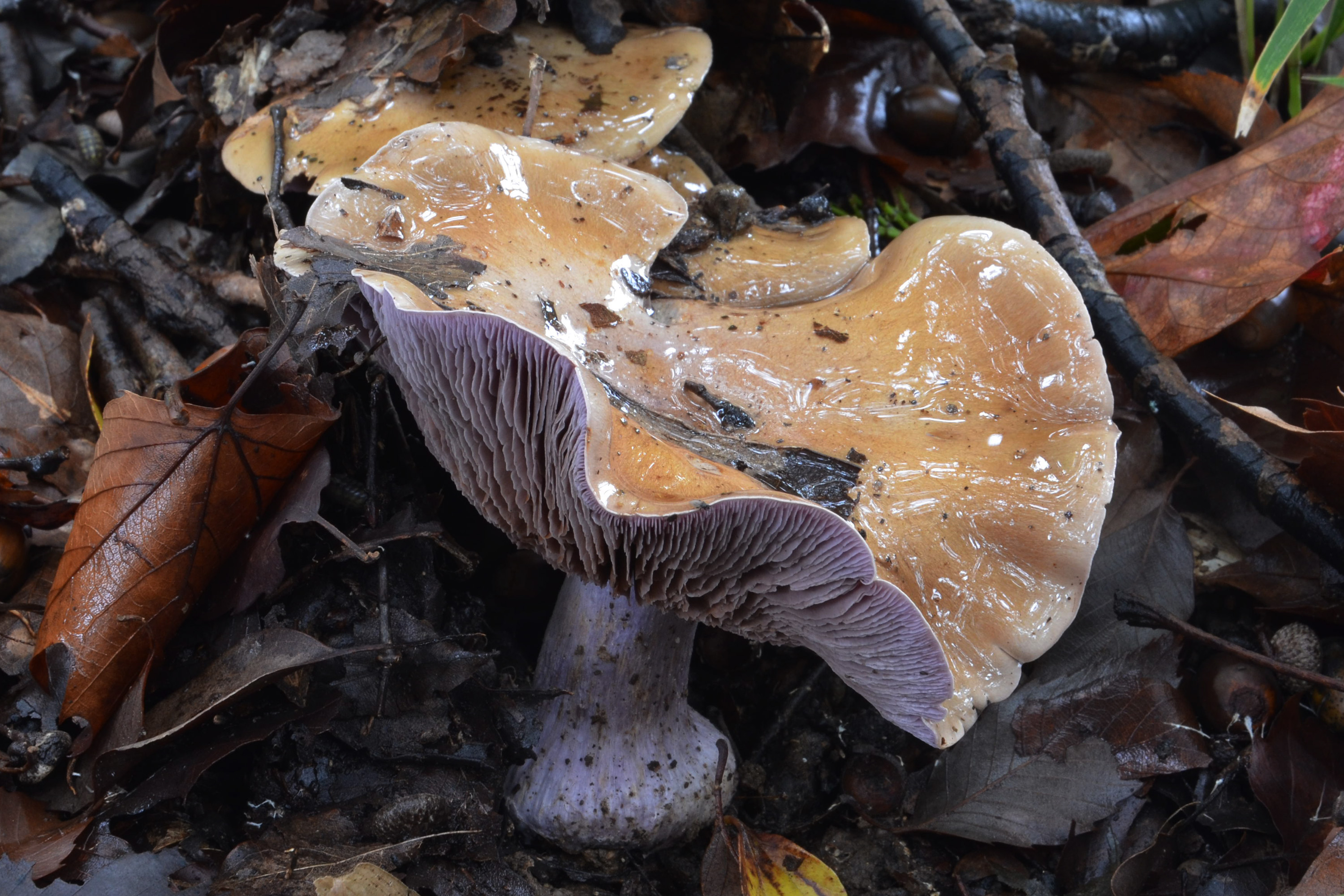
C. purpurascens bătrân

## Confuzii
Specia poate fi confundată de exemplu cu: Cortinarius alboviolaceus (necomestibil, în tinerețe cu lamele gri-violete, miros și gust de cartofi cruzi), Cortinarius balteatus (tânăr comestibil),  Cortinarius caerulescens (necomestibil, miros neplăcut de  mucegai, gust blând), Cortinarius callochrous (necomestibil), Cortinarius camphoratus (necomestibil), Cortinarius collinitus (comestibil), Cortinarius cyanites (necomestibil, în tinerețe cu lamele albastru-violete, la bătrânețe brun-violete, miros dulcișor și gust amar), Cortinarius dionysae (necomestibil, miros extrem făinos, în special după tăiere, gust blând), Cortinarius glaucopus (comestibil), Cortinarius iodes (comestibil, cu cuticulă mucoasă, în tinerețe cu lamele violete, carnea fiind albă, miros și gust neostentativ), Cortinarius infractus (necomestibil, extrem de amar), Cortinarius magicus (necomestibil, miros de pâine proaspătă, ceva mucegăit, gust puțin acru), Cortinarius rufo-olivaceus (necomestibil), Cortinarius salor (comestibil, cu cuticulă mucoasă, în tinerețe cu lamele violete, carnea fiind albicioasă până gri-brună cu nuanțe de albastru, miros și gust neostentativ), Cortinarius sodagnitus (necomestibil, miros neînsemnat, gust acru, mai ales în cuticulă), Cortinarius spilomeus, (necomestibil), Cortinarius traganus (destul de otrăvitor), Cortinarius violaceus (comestibil, pălăria, lamelele și carnea albastru-violet, miros de lemn de cedru și gust plăcut), sau cu Lepista nuda (comestibilă) și Lepista personata (comestibilă, pălărie pal gri-maronie, lamele albuie până gri-albăstruie, miros plăcut).

## Specii asemănătoare în imagini

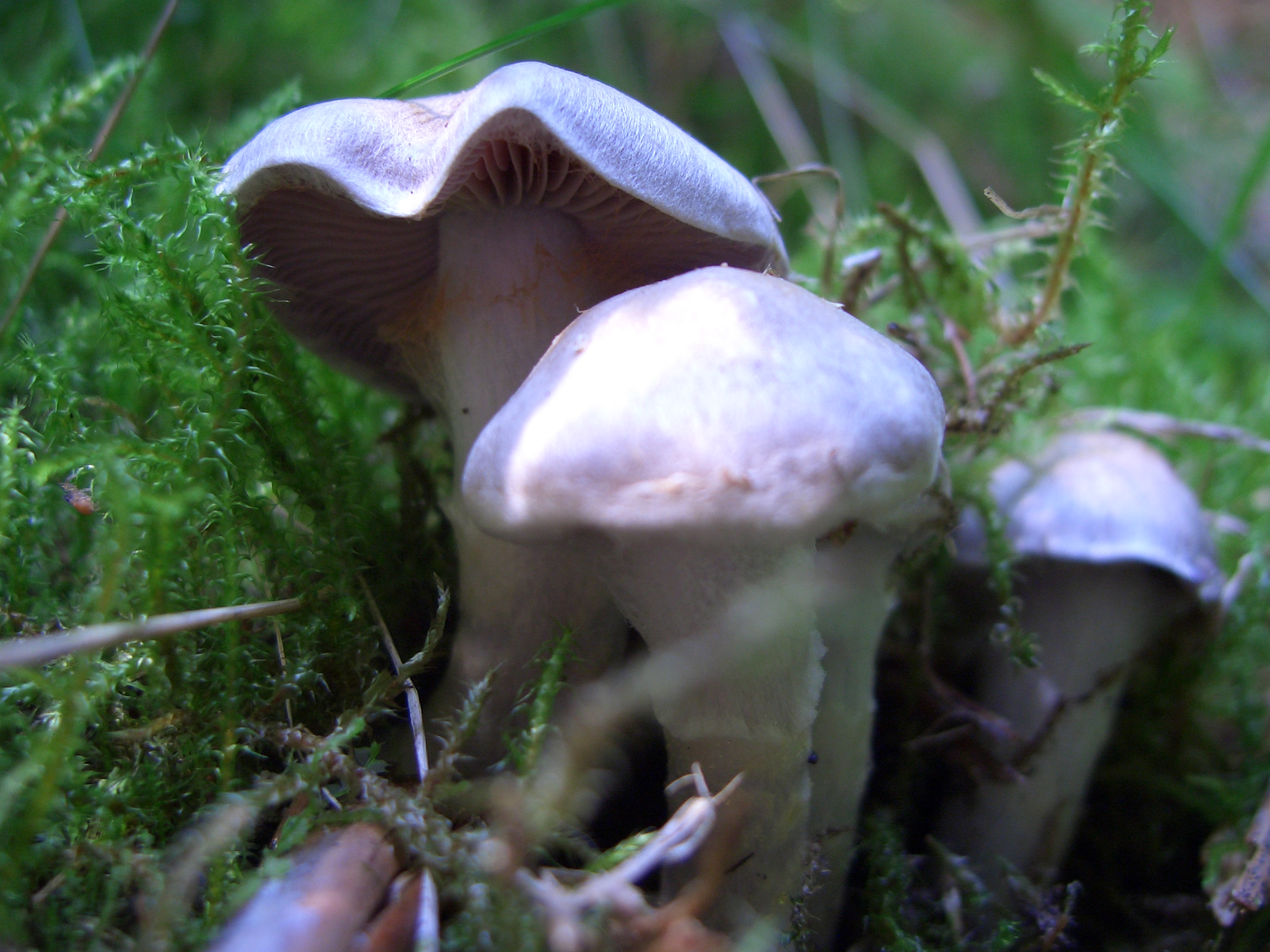
!Cortinarius-alboviolaceus!
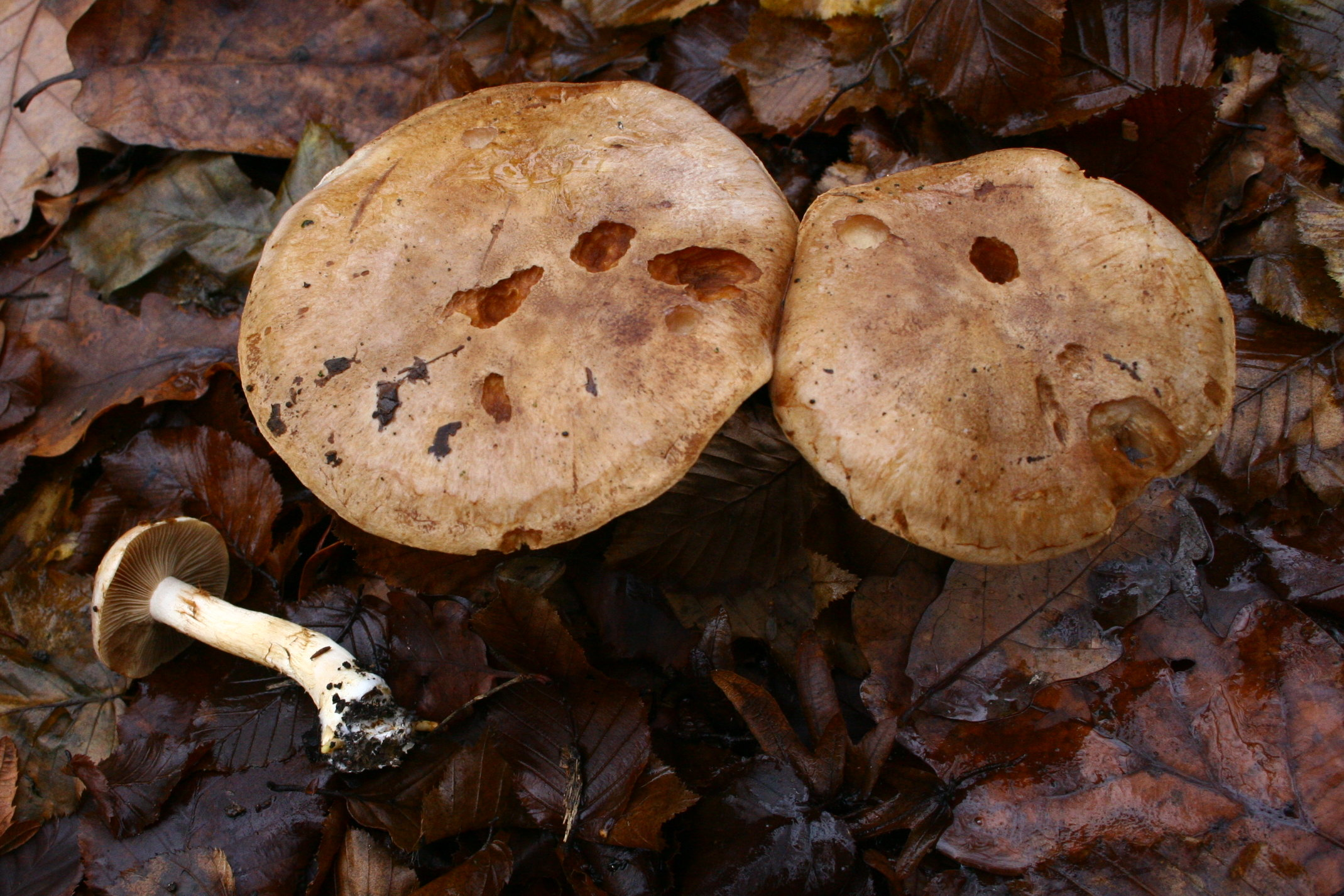
Cortinarius balteatus
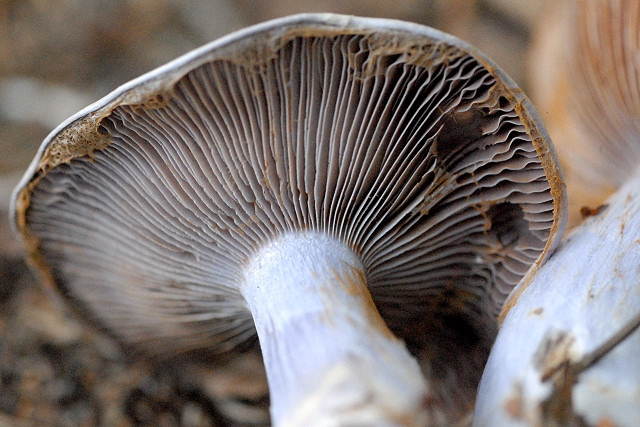
!Cortinarius caerulescens!
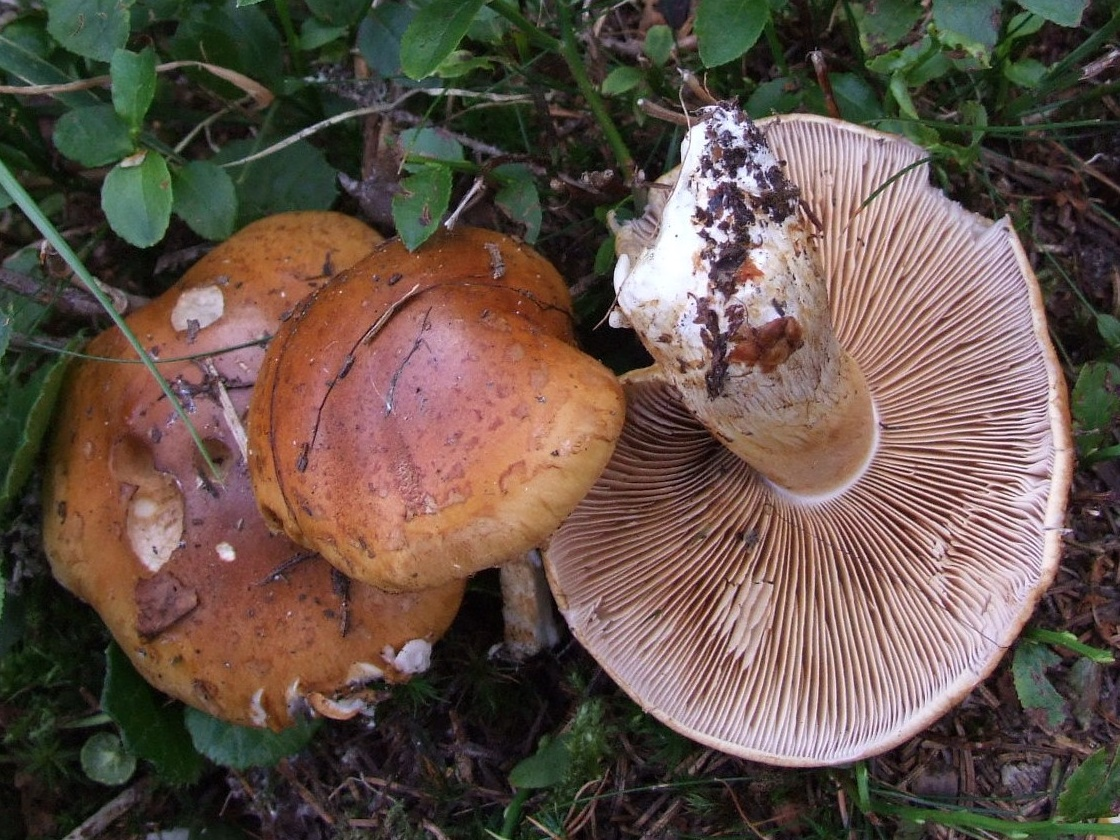
!Cortinarius callochrous!
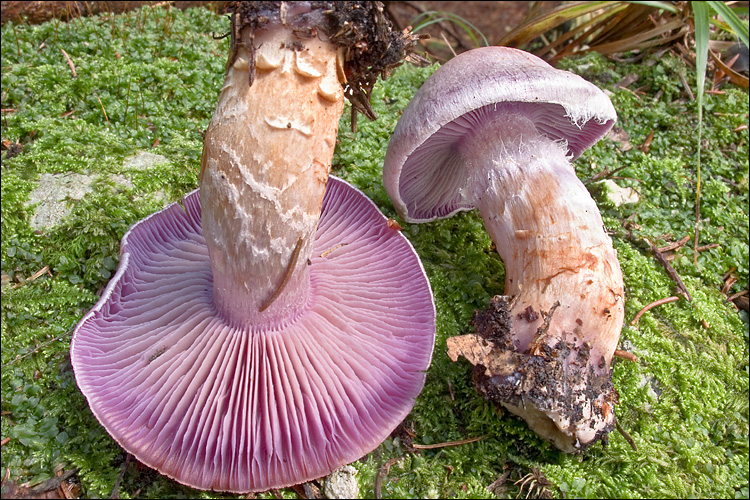
!Cortinarius camphoratus!
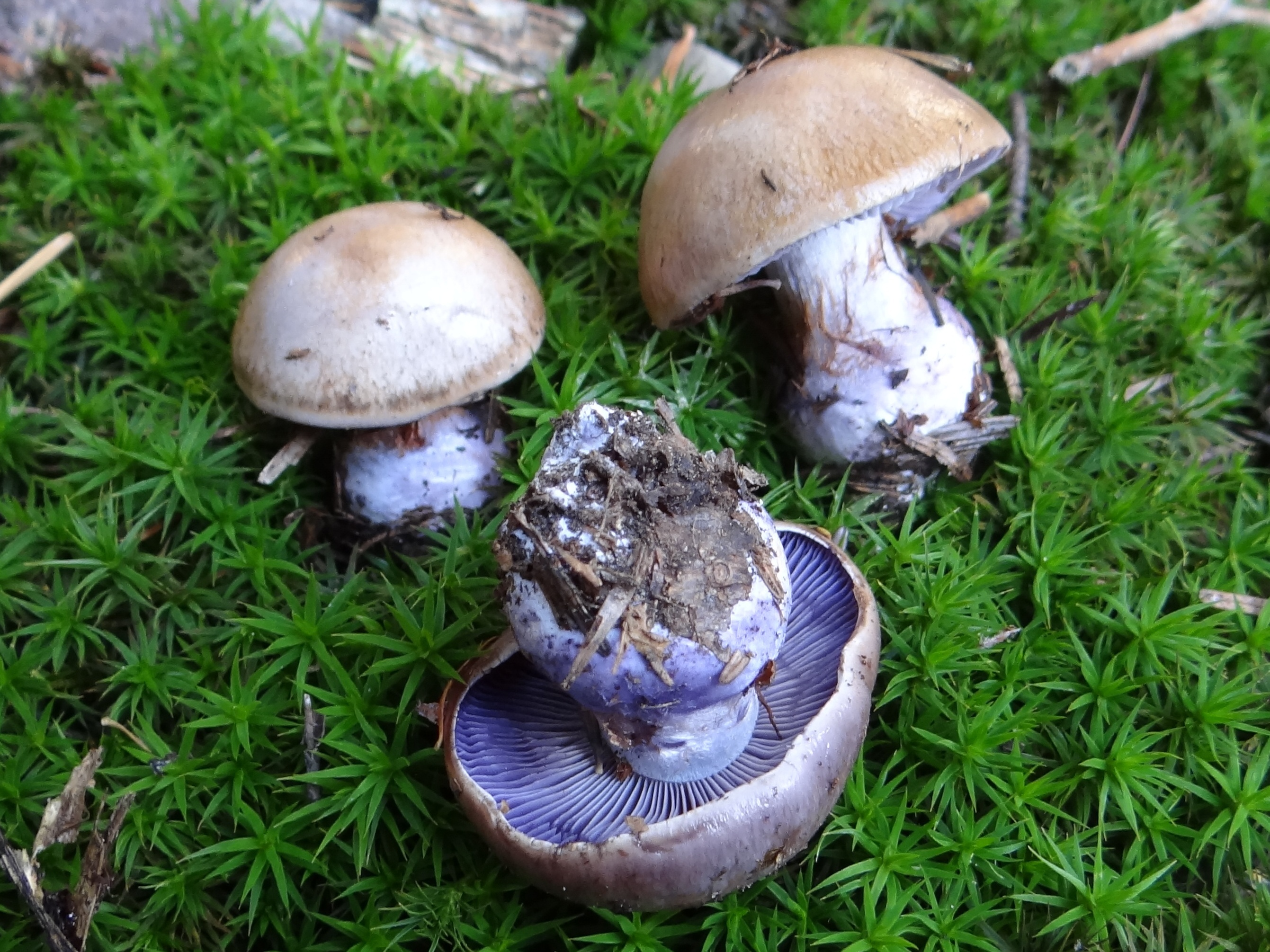
!Cortinarius cyanites!
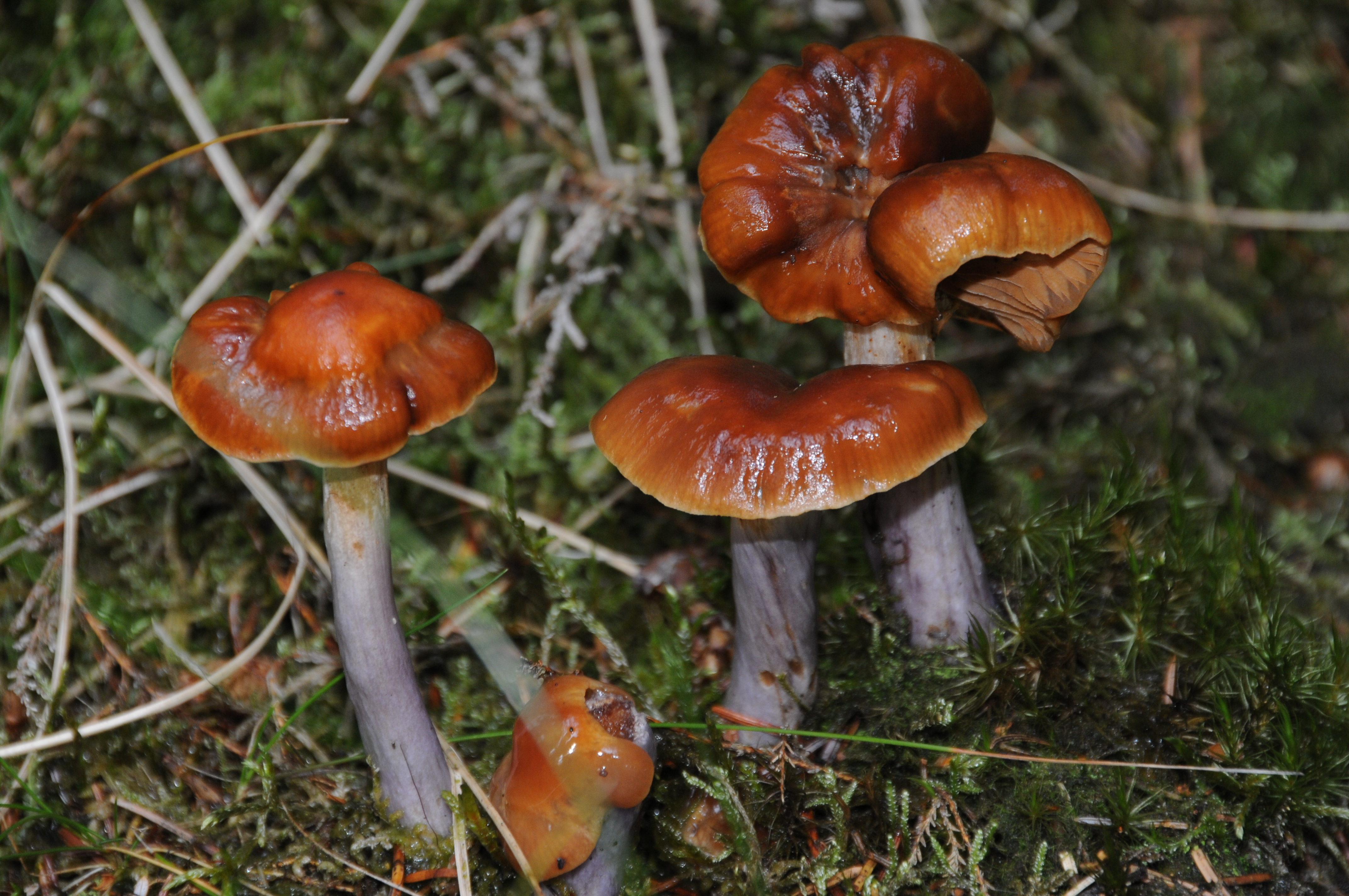
Cortinarius collinitus

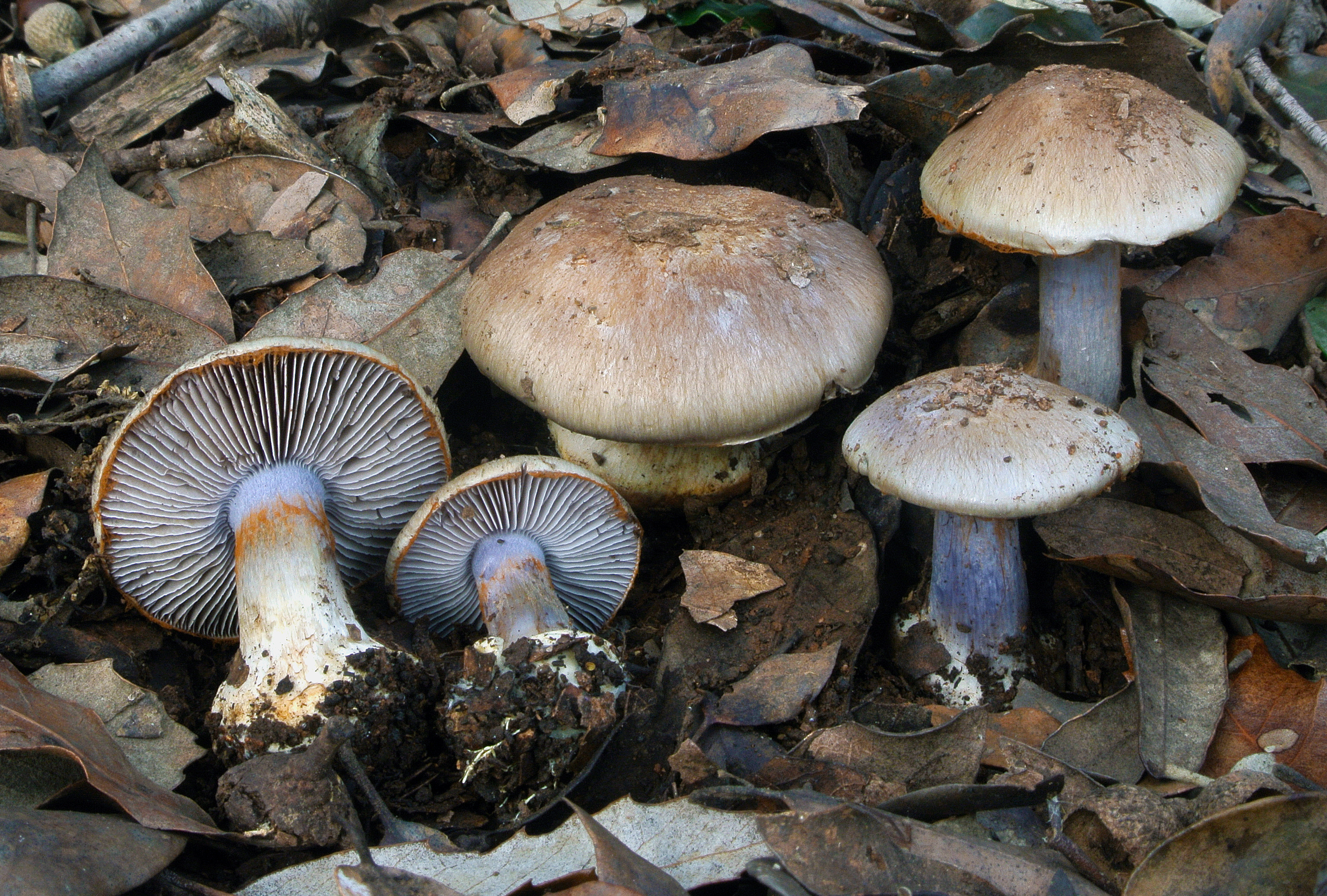
!Cortinarius dionysae!
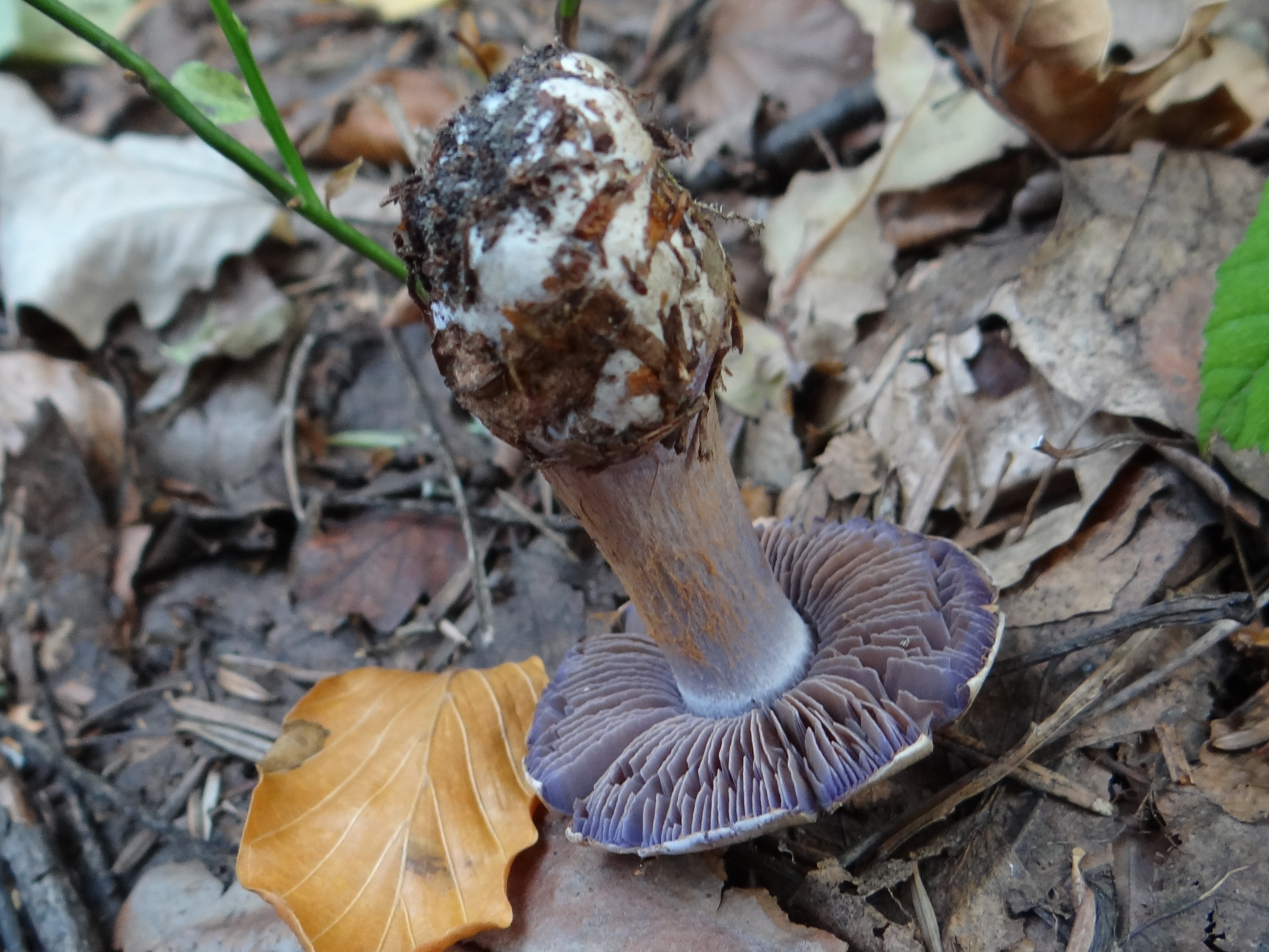
Cortinarius glaucopus
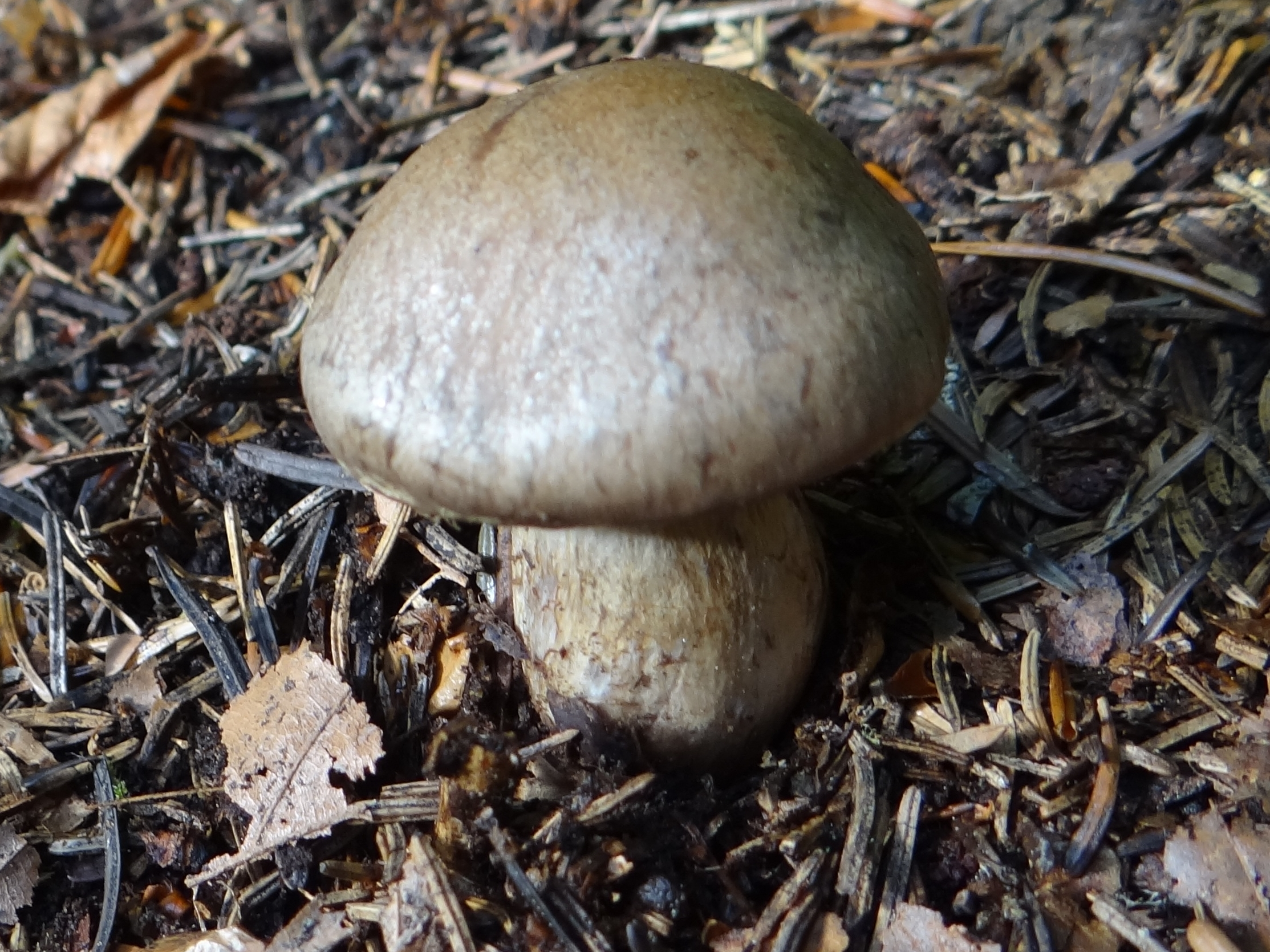
!Cortinarius infractus!
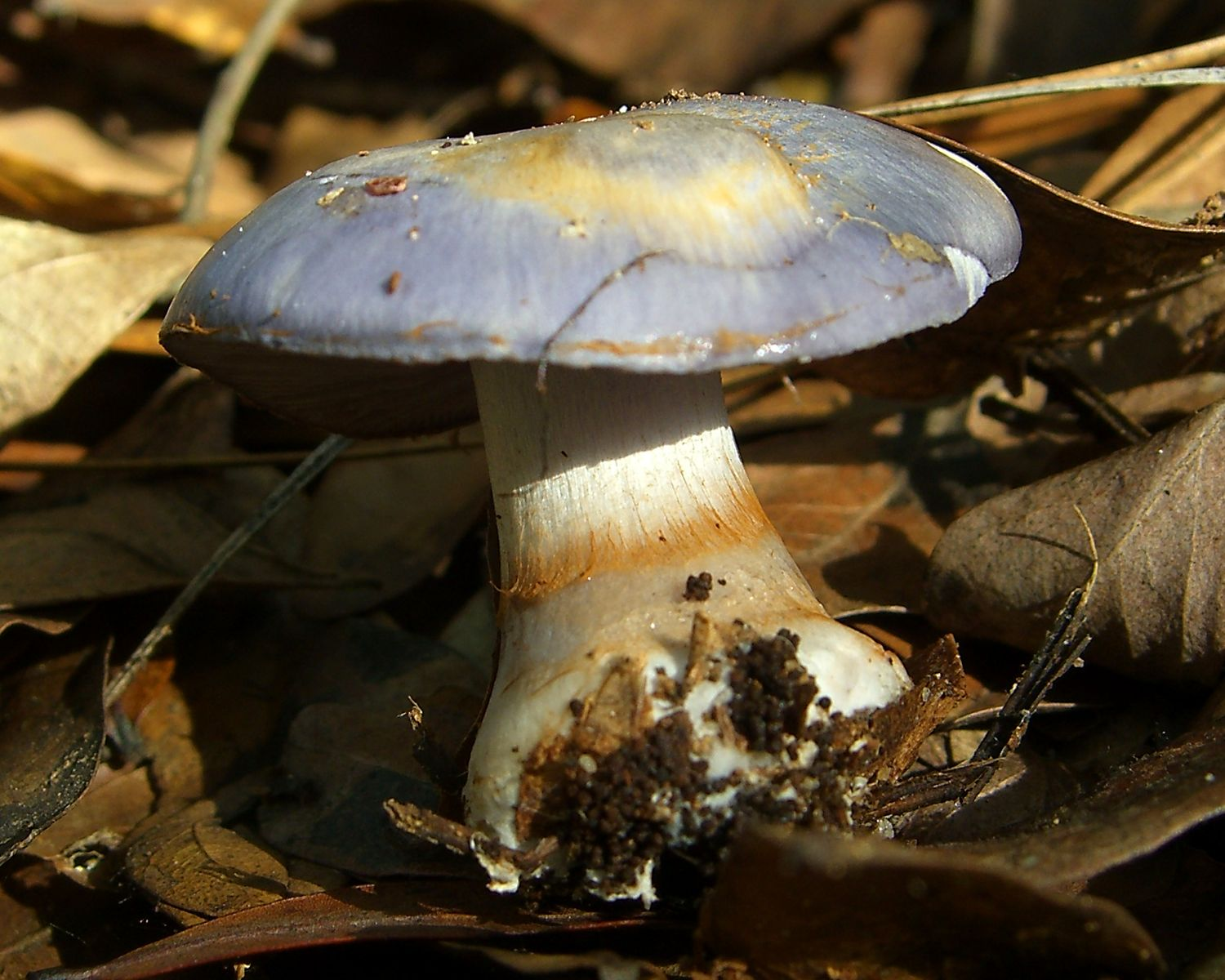
Cortinarius iodes
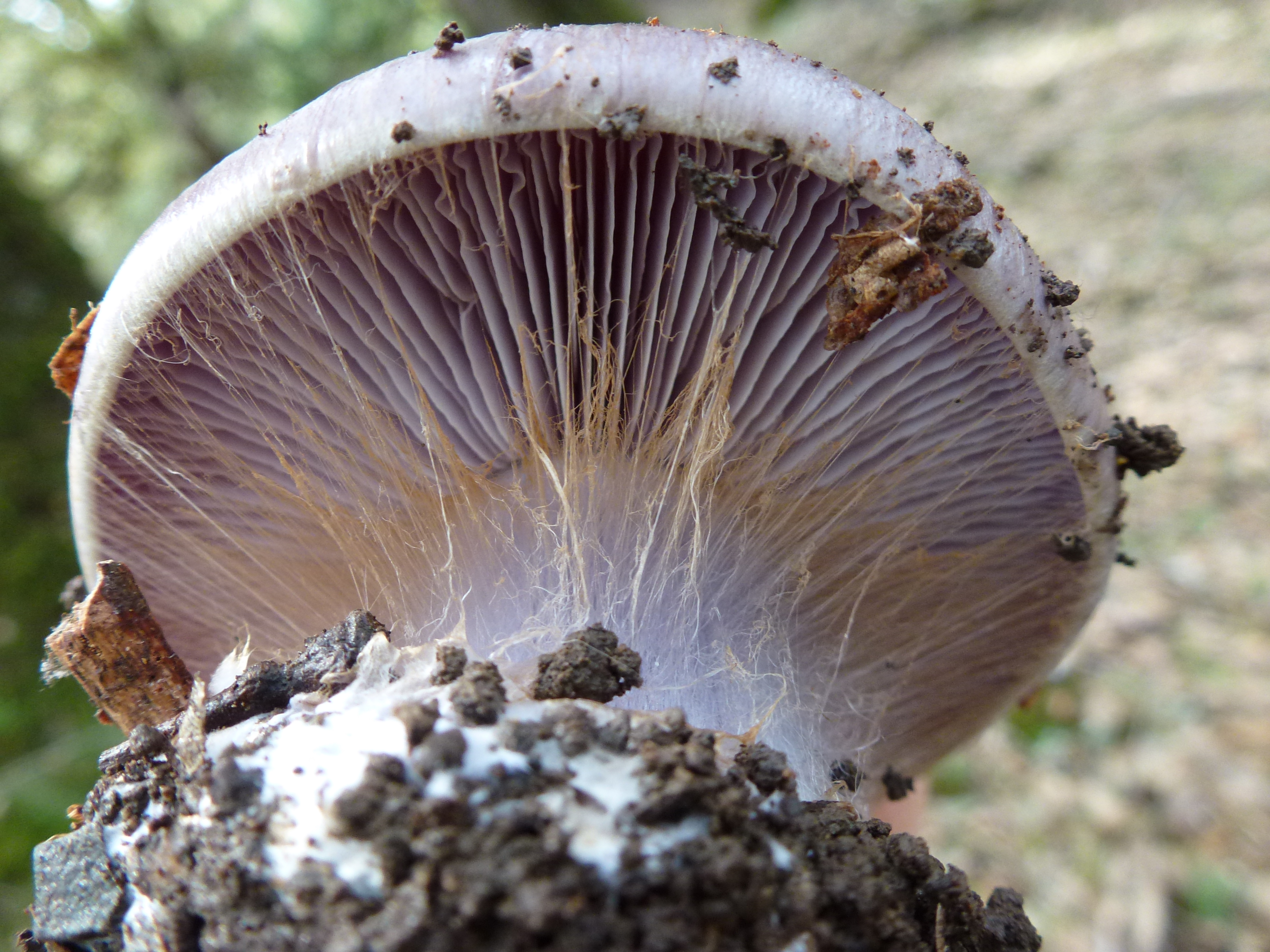
!Cortinarius magicus!
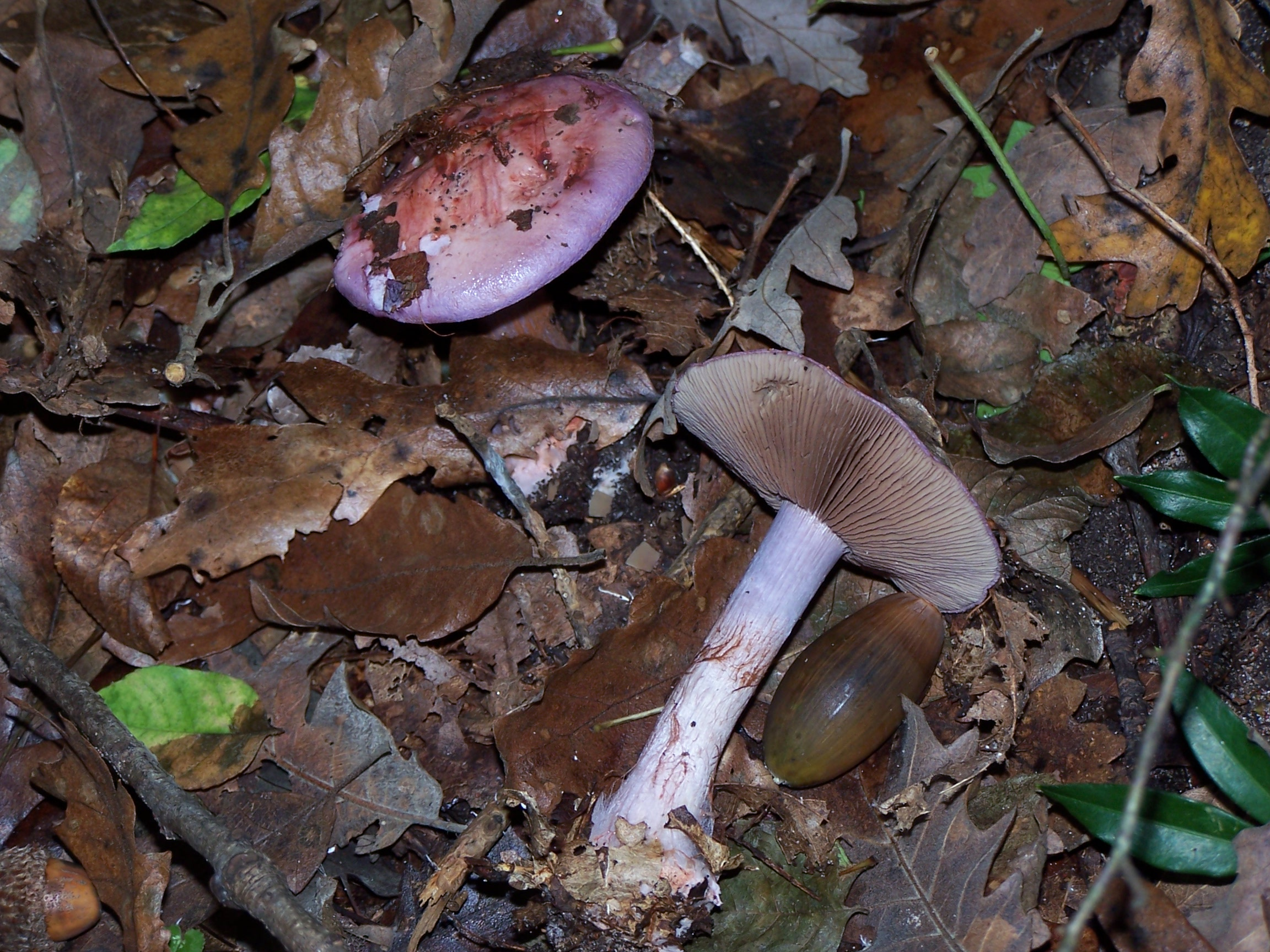
!Cortinarius rufo-olivaceus!
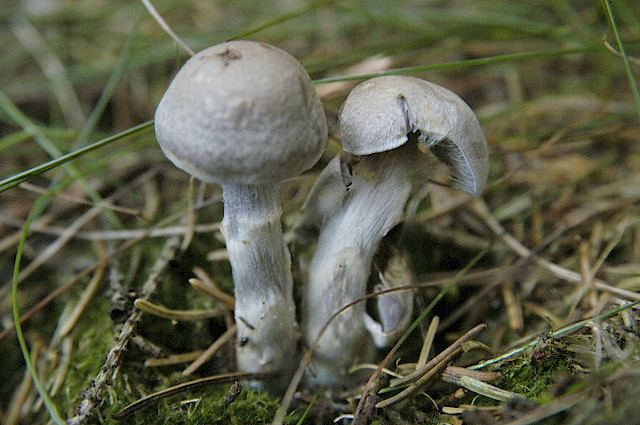
Cortinarius salor

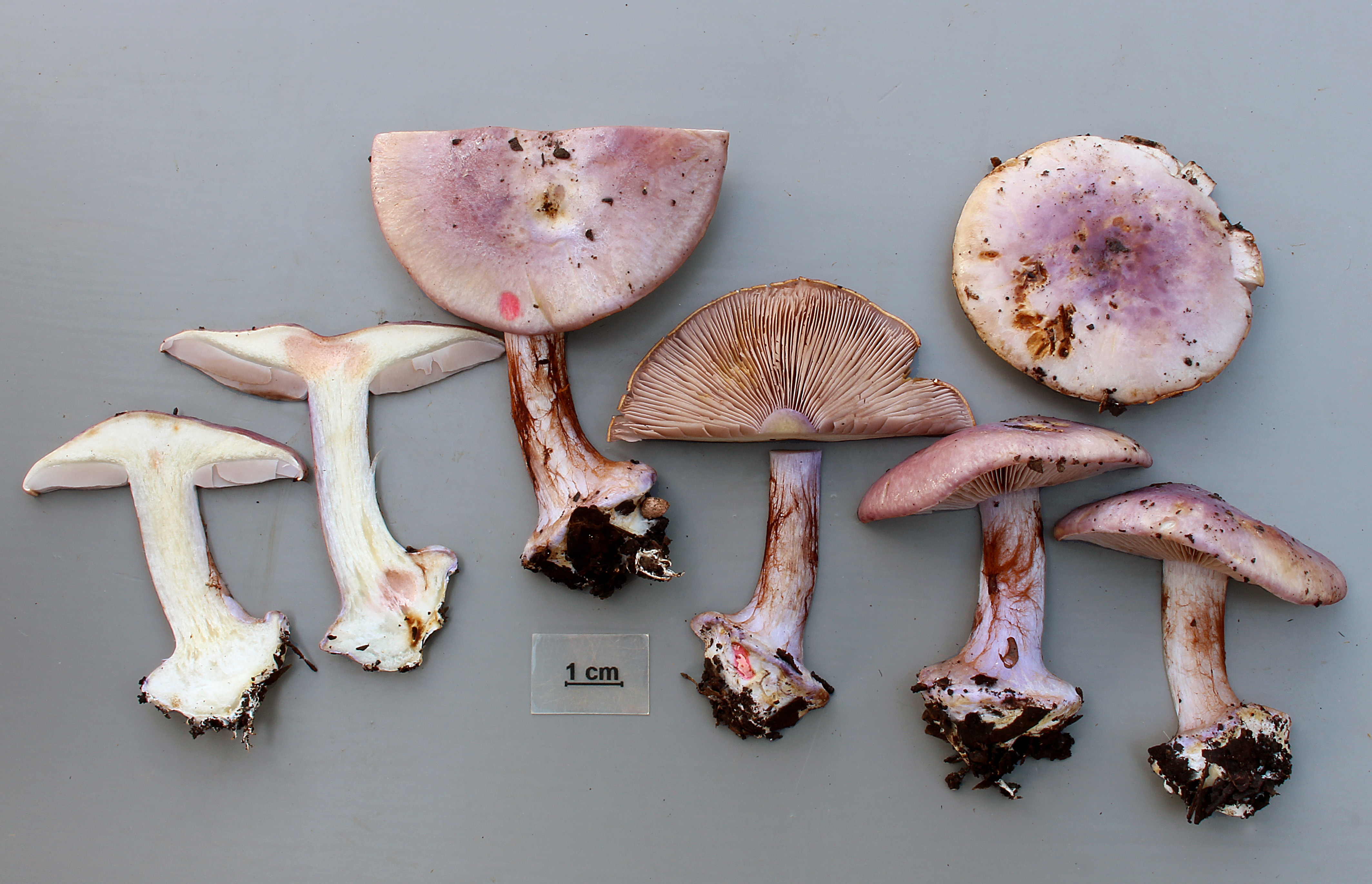
!Cortinarius sodagnitus!
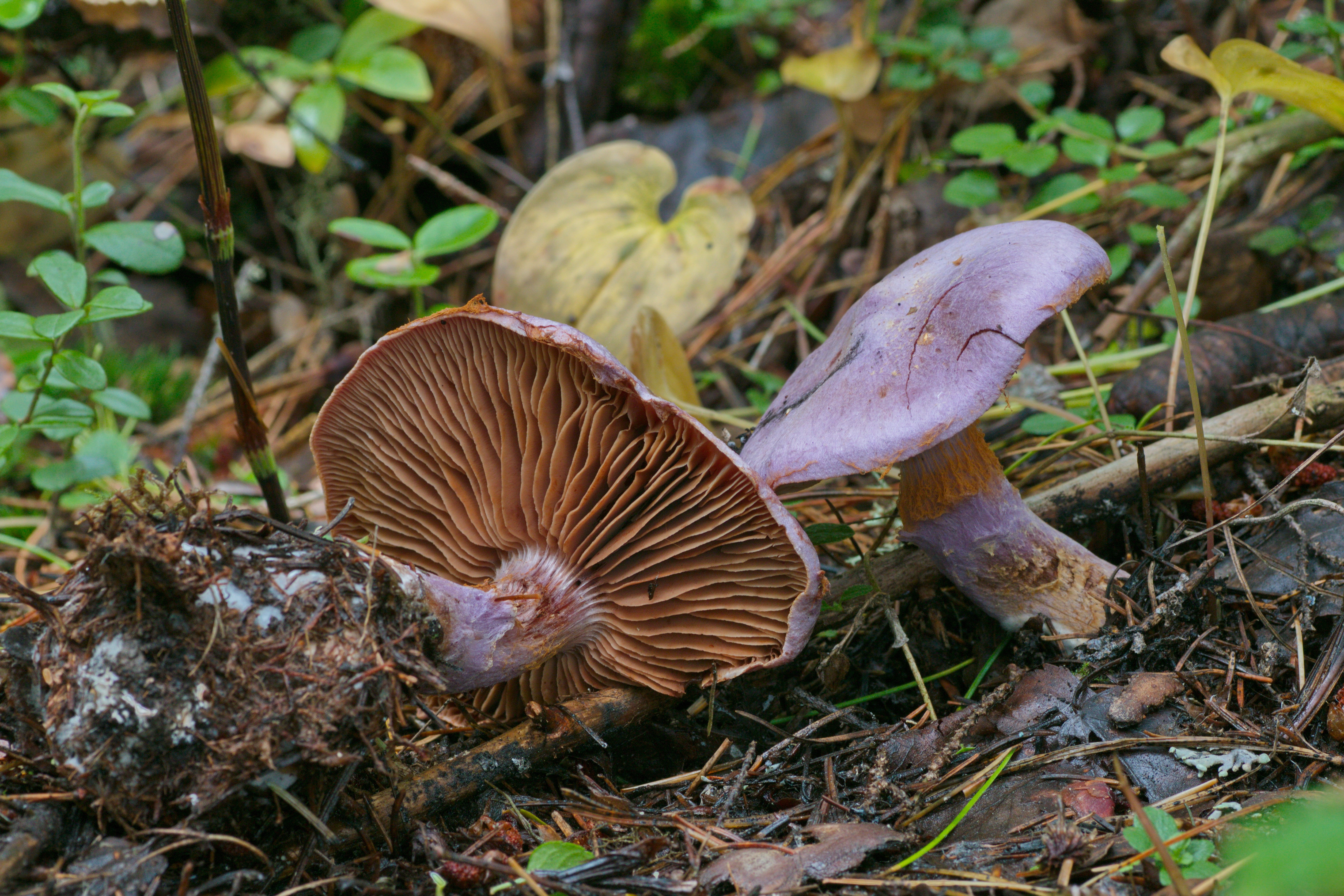
!!Cortinarius traganus!!
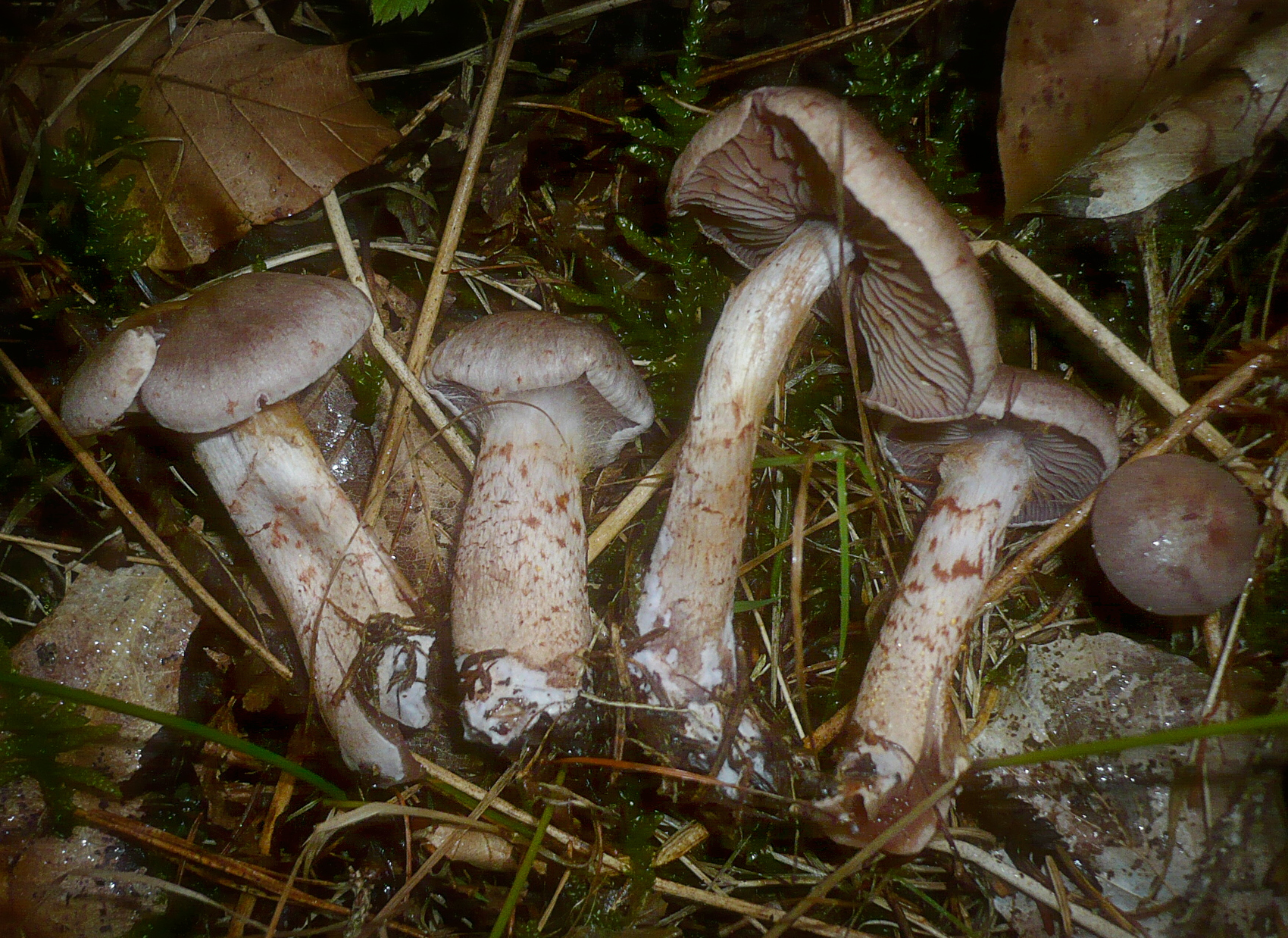
!Cortinarius spilomeus!
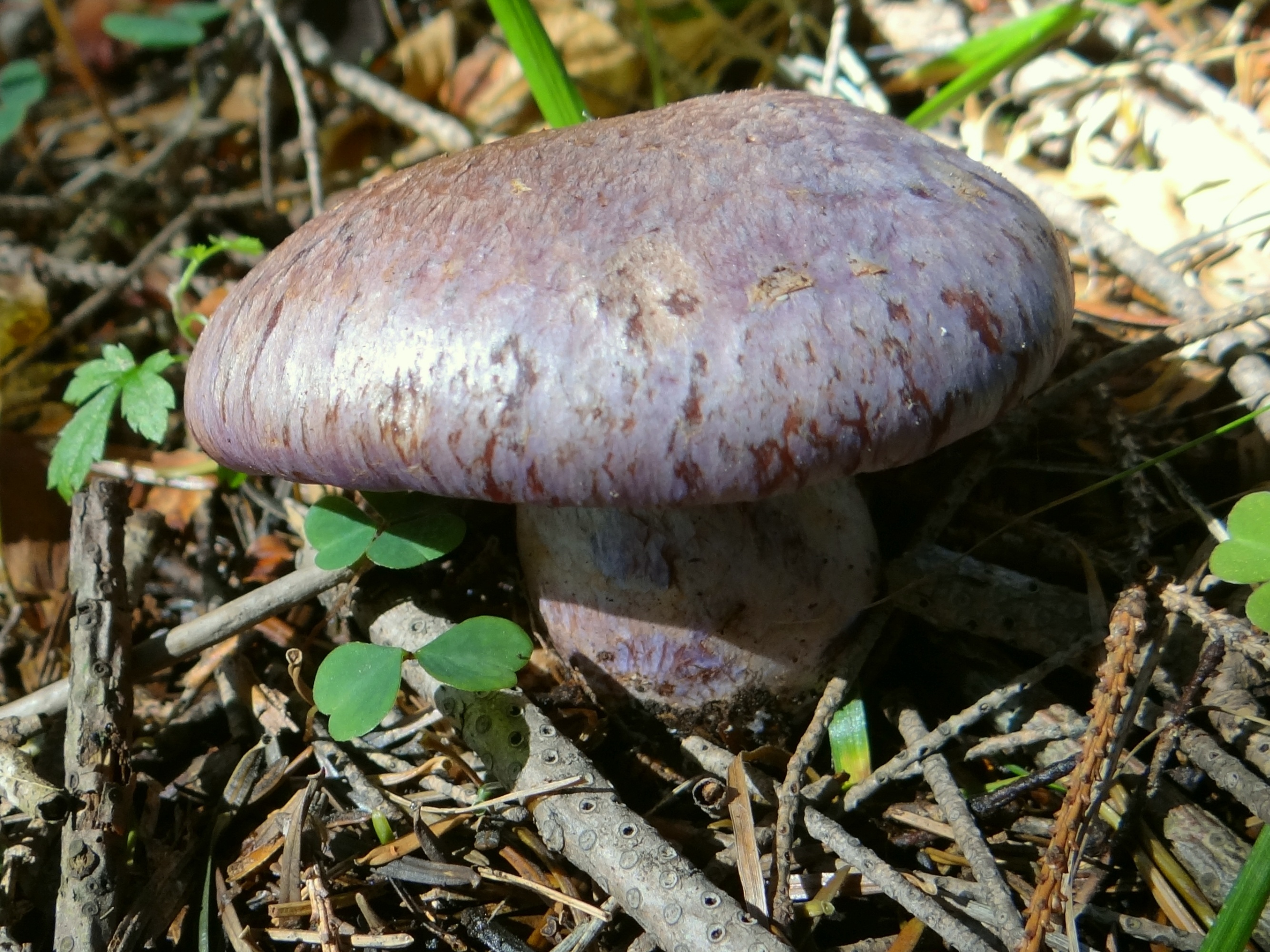
!Cortinarius variicolor!
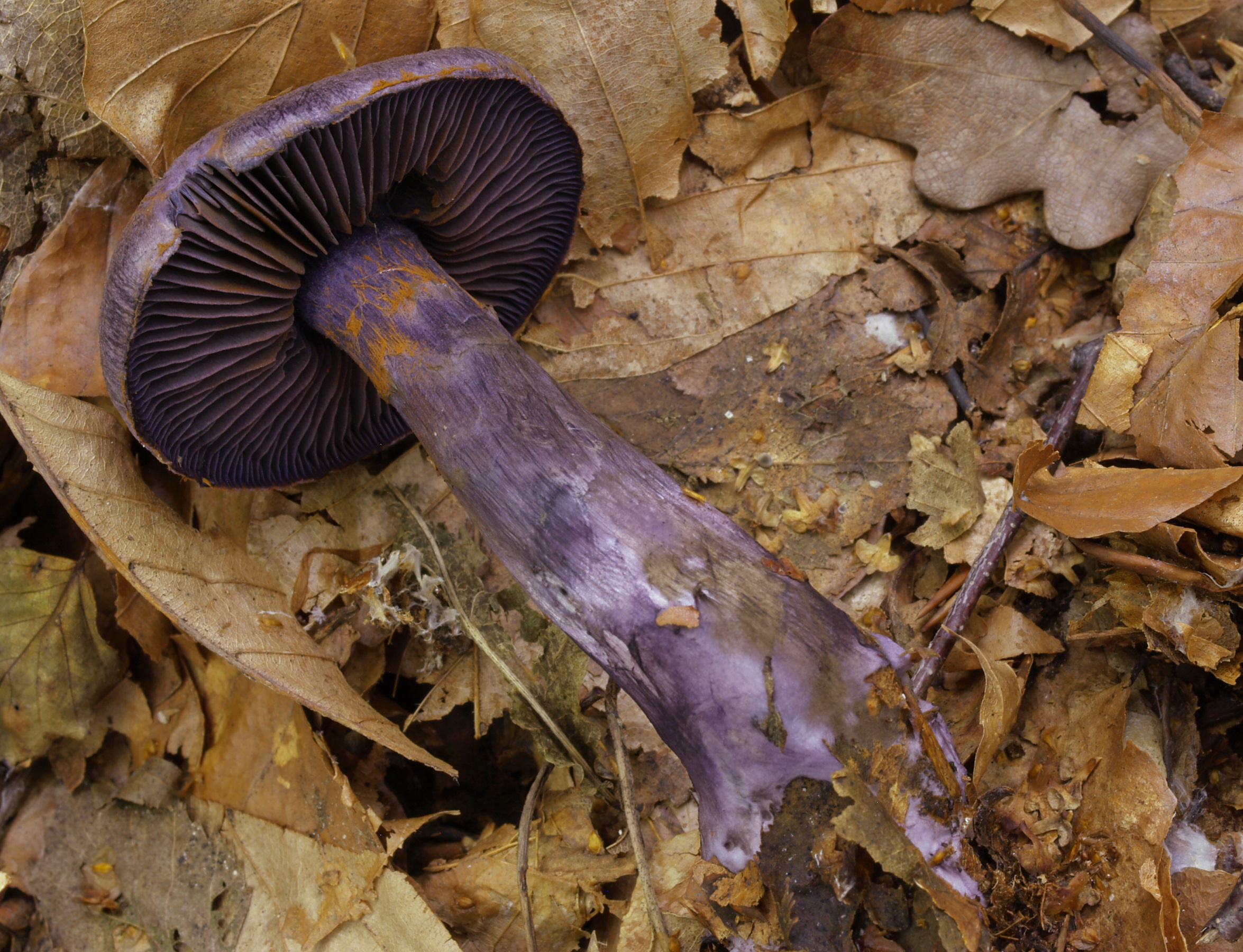
Cortinarius violaceus
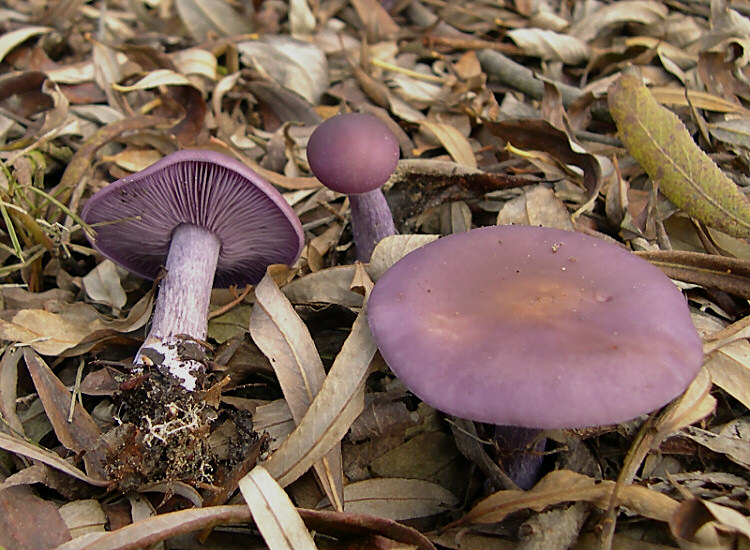
Lepista nuda
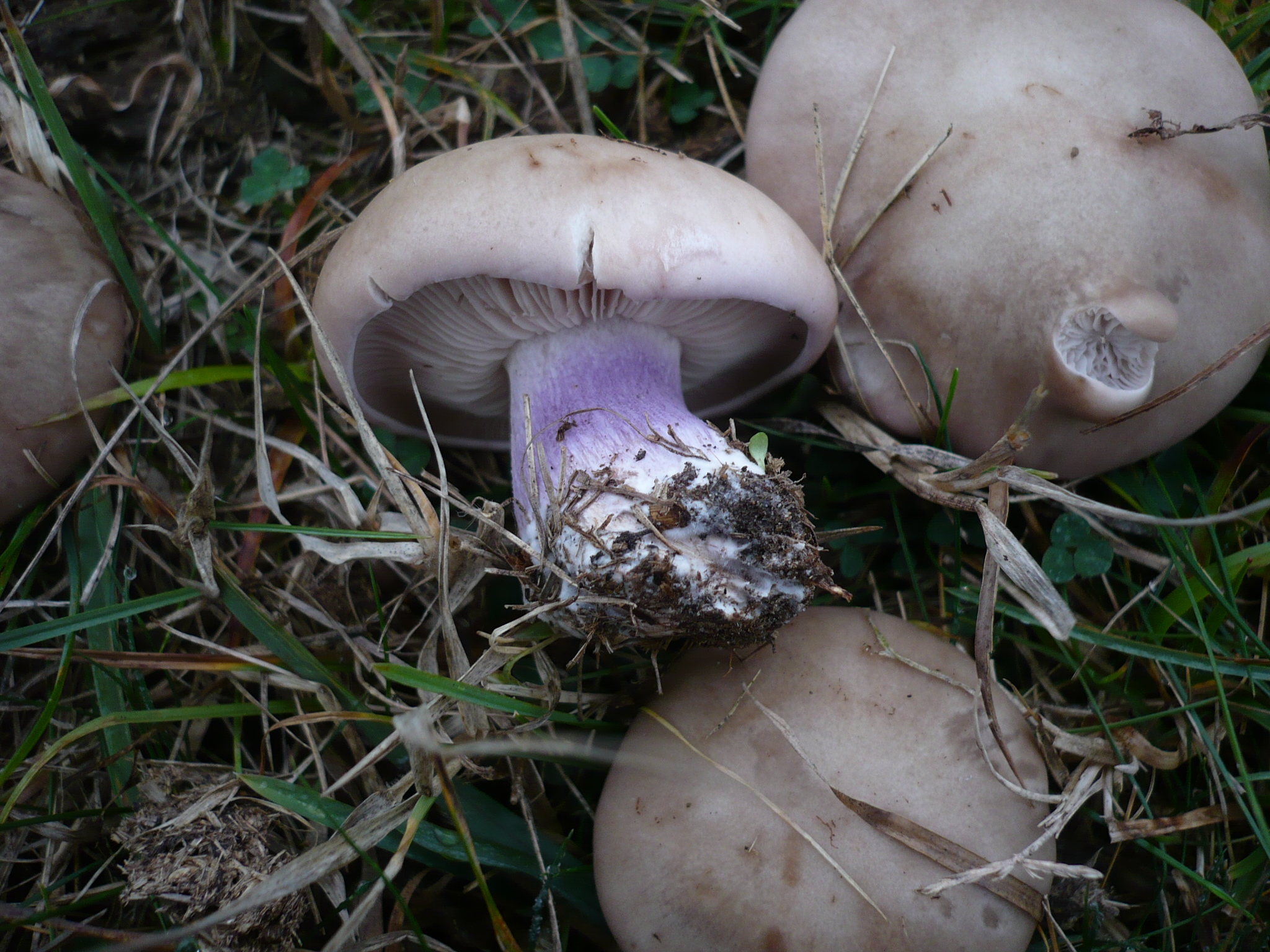
Lepista personata

## Valorificare
Deși o ciupercă frumoasă și destul de savuroasă care poate fi preparată ca Cortinarius varius (hreanul pădurii), dar culesul și apoi ingerarea se poate recomanda doar pentru cunoscătorii de ciuperci, în primul rând al acestui gen, pentru că specia poate fi confundată ușor cu soiuri necomestibile sau otrăvitoare. 